# Химмель, Герхард
Герхард Химмель (нем. Gerhard Himmel; род. 26 апреля 1965, Ханау, Гессен) — немецкий (ФРГ) борец греко-римского стиля, призёр чемпионата Европы, чемпион мира, серебряный призёр летних Олимпийских игр 1988 года в Сеуле.

## Карьера
Выступал в тяжёлой весовой категории (до 100 кг). Бронзовый призёр чемпионата Европы 1988 года в Кульботне. Чемпион мира 1989 года.
На летних Олимпийских играх 1988 года в Сеуле Химмель победил бронзового призёра предыдущей Олимпиады шведа Сёрена Класона, сенегальца Амброиза Сарра, венгра Тамаша Гашпара, южнокорейца Ю Йонг Йола, болгарина Илью Григорьева и стал победителем своей подгруппы. В финале немец проиграл поляку Анджею Вроньскому и стал серебряным призёром Олимпиады.